# Gerard Batliner
Pour les articles homonymes, voir Batliner.
Gerard Batliner (né le 9 décembre 1928 à Eschen et mort le 25 juin 2008 dans la même ville) est un homme politique liechtensteinois, chef du gouvernement de 1962 à 1970.